# Wariwulf
 (octobre 2013).
Si vous disposez d'ouvrages ou d'articles de référence ou si vous connaissez des sites web de qualité traitant du thème abordé ici, merci de compléter l'article en donnant les références utiles à sa vérifiabilité et en les liant à la section « Notes et références ».
Wariwulf est une suite de livres d'aventures mythologiques créée par l'écrivain et comédien québécois Bryan Perro. Cette série est éditée aux éditions des Intouchables. La série sera rééditée. Le récit se situe il y a environ 3200 ans, si on se base sur le pharaon en place en Égypte au cours du second et troisième tome, soit Merenptah. Six tomes sont prévus par l'auteur. Bryan Perro voulait inventer l'origine des loups-garous, qu'il appelle les « Hyrcanoï ».

## Livres de la série
- Le Premier des Râjâ, 2008
- Les Enfants de Börte Tchinö, 2009
- Les Hyrcanoï, 2010
- Lupus-1, 2014

## Personnages principaux

### Le Râjâ

#### Naissance et Enfance
Également appelé Osiris-Path en Égypte, il est le premier être hybride entre la race des loups et l'homme. Il est le fils de la reine de Véliko Tarnovo, Électra, et d'un homme changé en loup. Il passa son enfance dans la cité, capitale de la Thrace à l'époque antique. C'est son mentor et son père adoptif, Sénosiris, qui lui enseigna l'art de l'écriture et qui assura son instruction. Le Râjâ est également démuni du langage, c'est pourquoi Sénosiris créa à l'intention du Râjâ un langage des signes afin de communiquer avec lui. Au cours de son enfance, il développera également une relation avec la petite Misis.

#### L'Égypte
À son adolescence, Sénosiris accompagna le Râjâ vers son pays natal, l'Égypte antique. Lors de leur trajet sur la Méditerranée, une violente tempête se déclara et sépara les deux personnages. Le Râjâ se réveillera dans les palais du pharaon, découvert par des gardes du nouveau souverain de l'empire. Rapidement, les Égyptiens confondront le Râjâ pour l'une des puces d'Osiris, Osiris-Path. Le Râjâ s'acclimatera facilement à sa nouvelle vie de demi-dieu. Il travaillera dans l'armée du pharaon et inspirera la crainte et la peur parmi le peuple égyptien. Le prince de Thrace restera en Égypte à travailler comme Osiris-Path pendant une dizaine d'années. Lors d'une révolte d'esclaves, le Râjâ et ses hommes feront le génocide de tous les enfants d'une cité ouvrière pour calmer l'émeute. Le pharaon désapprouvera ses crimes et le forcera à l'exil au sud du pays, sous la frontière égyptienne.

#### L'Exil
L'homme-loup sera recueilli par un peuple pratiquant le cannibalisme. Après plusieurs mois de vie à l'intérieur de la petite communauté, il y engrossera une femme sous l'influence de plusieurs drogues hallucinogènes. Sénorisis retrouvera sa trace et raccompagnera l'homme-loup vers le pays de Thrace. À leur retour, ils constatent que l'état du royaume est pitoyable.

### L'Ordre du Bouc
Fondée par des enfants du peuple de Goshen désireux de vengeance pour le massacre des nouveau-nés du peuple par le Râja quelques années plus tôt. l'ordre du bouc est commandé par Aï et trois de ses amis d'enfances, tous s'étant donnés pour but d'éliminer la Râja et sa descendance afin de venger les siens tombé de la main de celui-ci. L'ordre du Bouc est formé de plusieurs centaines d'hommes tous mercenaire expérimenté.